# Ciro Caruso
Ciro Caruso (Napoli, 14 agosto 1973) è un ex calciatore italiano, di ruolo difensore.

## Biografia
Ha tre figli più Alessandro, che il 2 luglio 2008, a 3 anni, muore in un incidente in piscina.

## Carriera
Cresciuto nel Napoli, viene aggregato in prima squadra nella stagione 1993-1994, senza mai scendere in campo. L'anno successivo va in prestito a Ischia e poi torna nella stagione 1995-1996, esordendo in prima squadra all'ultima giornata, in occasione di Napoli-Udinese (2-1), sostituendo all'87' Arturo Di Napoli. Poi il Napoli lo cede definitivamente al Carpi.
In seguito gioca per tre anni in Serie B, prima per una stagione nella Reggiana e poi per due nel Pescara, fino a quando non ritorna a Napoli nella stagione 2001-2002 con gli azzurri in Serie B, collezionando 13 presenze.
Passa poi alla Palmese in Serie C2 e al Siracusa dal dicembre 2003 per la stagione 2003-2004.
Chiude la carriera in eccellenza campana nella stagione 2004-2005 nelle file dell'Internapoli.
La sua carriera è stata continuamente interrotta da infortuni che lo hanno costretto più volte a lunghi periodi di lontananza dai campi.